# Le Mystère des roches de Kador
Pour plus de détails, voir Fiche technique et Distribution.
Le Mystère des roches de Kador est un film français de Léonce Perret sorti en 1912.

## Synopsis
L'histoire prend place dans la petite aristocratie bretonne.
Une jeune fille hérite, par testament du marquis de Kéranic d'une somme d'argent conséquente. Le testament stipule que s'il arrivait un quelconque accident rendant la jeune fille dépendante ou si elle venait à mourir, son tuteur deviendrait l'héritier. Ce dernier, amoureux de sa pupille qui a refusé ses avances, décide de l'empoisonner et de tirer sur son amant qu'il a préalablement convié sous le nom de la jeune fille.
Les croyant morts il s'en va.
Mais les deux amoureux ne sont que blessés et dérivent au fil de l'eau toute la nuit. La jeune fille en ressort choquée au point de ne plus pouvoir s'exprimer ni faire quoi que ce soit d'autre. Ayant eu vent des progrès de la psychanalyse et des miracles que faisait un professeur en se servant du cinématographe, ils décident de faire appel à lui et de retourner la scène qui a traumatisé la jeune fille afin de la lui projeter ensuite...
Découpage du film
- Prologue : Le Testament du Marquis de Kéranic
- Première partie : Un été en Bretagne
- Deuxième partie : La méthode du professeur Williams
- Épilogue

## Fiche technique
- Réalisation et scénario : Léonce Perret
- Photographie : Georges Specht
- Décors : Robert-Jules Garnier
- Société de production : Société des Etablissements L. Gaumont
- Pays : France
- Format : Muet - Noir et blanc - 1,33:1 - 35 mm
- Métrage : 948 m
- Genre : Drame
- Durée : 45 minutes
- Dates de sortie :
  -  France - 1er décembre 1912

## Distribution
- Suzanne Grandais : Suzanne de Lormel, petite-nièce et héritière du marquis de Kéranic
- Léonce Perret : le comte Fernand de Kéranic, cousin du marquis de Kéranic et tuteur de Suzanne
- Émile Keppens : le professeur Williams, psychanalyste traitant de Suzanne
- Max Dhartigny : le capitaine Jean d'Erquy, prétendant de Suzanne
- Jean Ayme : Maître Létang de Jeandé, notaire chargé de la succession du marquis de Kéranic
- Marie Dorly : Madame Dorlysse, gouvernante de Suzanne
- Louis Leubas : le chef de la sûreté

## À noter
- Le film a été tourné à Morgat dans le Finistère, non loin de la Pointe du Kador connue pour ses falaises aux formes originales.

## Critique
« Perret aborde de façon étonnante la question des conditions de la perception des images filmiques et des mécanismes psychiques du spectateur, faisant référence à la théorie psychanalytique de Freud. » (B. Bastide et J. A. Gili, Léonce Perret, Association française de recherche sur l’histoire du cinéma, 2003.)